# Annibale Betrone
Pour les articles homonymes, voir Betrone.
Annibale Betrone né à Turin le 9 décembre 1883 et mort à Rome le 11 décembre 1950 est un  acteur italien,.

## Biographie
Annibale Betrone, fils d'un tailleur, a pris des cours de théâtre auprès de Domenico Bassi et a fait ses débuts sur scène dans la campagnie des frères Marchetti. De 1901 à 1908, il a joué avec Ermete Novelli. Il rejoint la compagnie de  Virgilio Talli, où il forme avec Alberto Giovannini et Maria Melato un trio apprécié. 
Après un passage dans la compagnie de Giannina Chiantoni il retourne chez  Melato puis de 1933 à 1935 il joue avec  Emma Gramatica, Tatiana Pavlova et Kiki Palmer. À partir de 1936, Betrone est à la tête de sa propre compagnie avec Melato et Luigi Carini, puis rejoint pour un an Paola Borboni. L'année 1940 a vu sur le côté de Maria Laetitia Celli et Angelo Calabrese. 
Pendant la guerre, il travaille sporadiquement au cinéma dans des rôles de caractère. Déjà à l'époque du cinéma muet connu pour son style sobre et discret, Betrone a joué dans plusieurs ilms; son rôle le plus connu est celui de l'oncle Pietro dans le film de Mario Soldati Le Mariage de minuit.
Annibale Betrone a été marié à  l'actrice Elvira depuis 1912.

## Filmographie partielle
- 1933 :  Camicia nera  de  Giovacchino Forzano
- 1934 : Villafranca
- 1941 : 
  - Mademoiselle Vendredi
  - Le Mariage de minuit
- 1942 : 
  - Nous, les vivants
  - Fedora
  - Le Lion de Damas (Il leone di Damasco) de Corrado D'Errico et Enrico Guazzoni
- 1943 : Sant'Elena, piccola isola
- 1945 : La Porte du ciel
- 1945 : Sept femmes, sept destins (Nessuno torna indietro) d'Alessandro Blasetti
- 1949 : Fabiola
- 1950 : 
  - Patto col diavolo
  - Bannie du foyer
  - Les Derniers Jours de Pompéi